# Hexham
Hexham est une ville située dans le Northumberland en Angleterre sur les bords de la Tyne. Jumelée avec Saint-Lunaire en Ille-et-Vilaine en Bretagne, depuis 1992 avec Noyon dans l'Oise en Picardie (France) ainsi qu'avec Metzingen en Allemagne, ce jumelage triangulaire est un des rares existants en Europe.

## Généralités
Ville de 15 000 habitants au centre d'un district de 40 000 habitants, Hexham est proche de Newcastle upon Tyne, métropole d'un million d'habitants. Hexham est nichée dans les collines du Northumberland. Elle est la ville la plus proche du mur d'Hadrien.
La ville est très animée grâce à ses commerces organisés autour de l'abbaye. Hexham est dotée de nombreux équipements collectifs comme un hôpital, le Queen's Hall (centre culturel), un complexe sportif (Wentworth Center), une salle communale, un marché aux bestiaux et une piscine. L'hippodrome est célèbre pour son steeple-chase.

## Monuments historiques
- Moot Hall, fortification du Moyen Âge,
- Hexham Goal, prison du Moyen Âge,
- Pont du XVIIIe siècle qui enjambe la rivière Tyne,
- L’abbaye Saint Andrews, construite par les chanoines normands à la fin du XIIe siècle. Cet édifice a beaucoup de points communs avec la cathédrale de Noyon, toutes deux étant de remarquables exemples de gothique primitif.

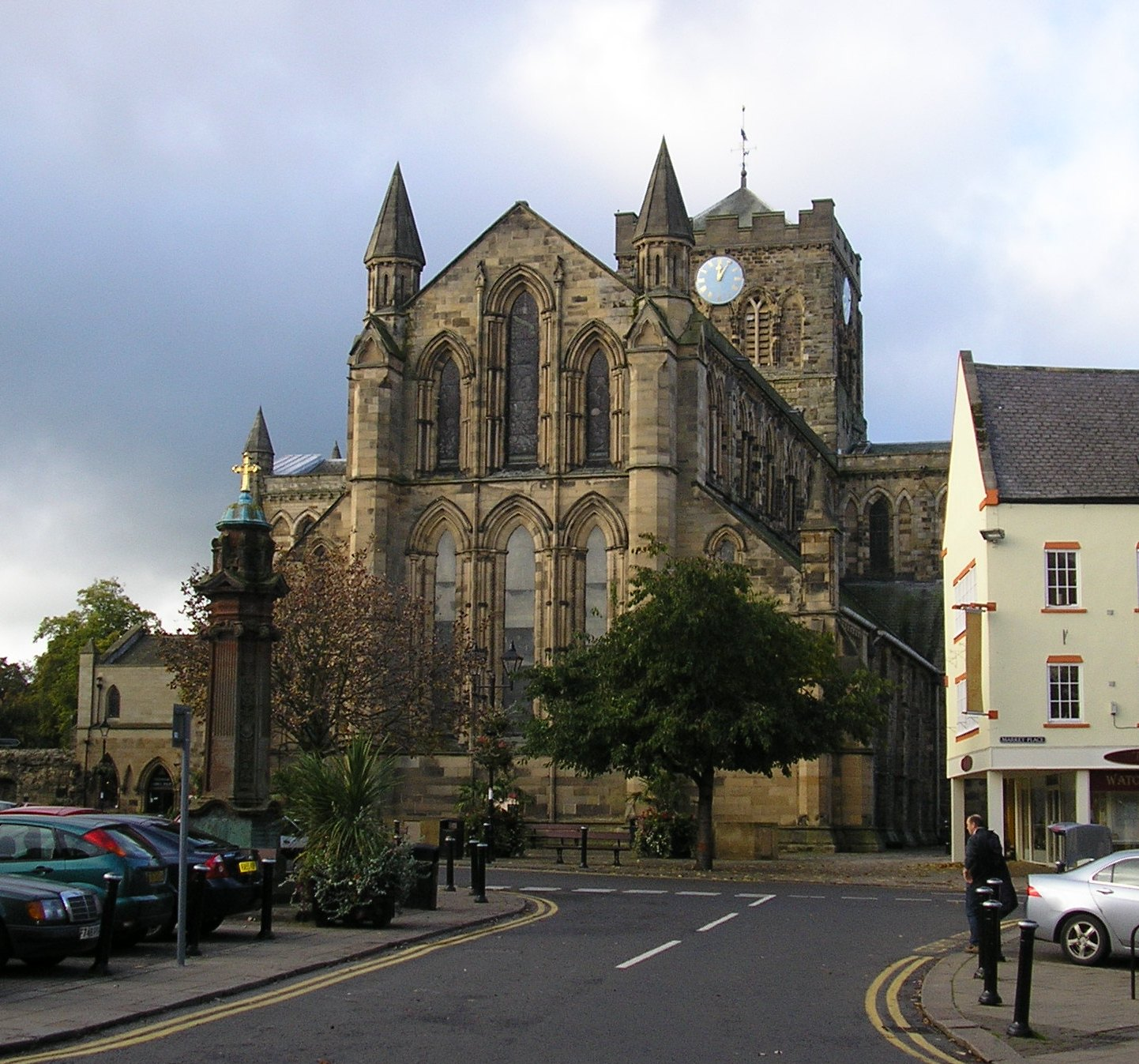
Abbaye d'Hexham.

## Jumelages
| Ville | Ville         | Pays | Pays      | Période     |
| ----- | ------------- | ---- | --------- | ----------- |
|       | Brande (en)   |      | Danemark  | 1989-1993   |
|       | Metzingen,    |      | Allemagne | depuis 1989 |
|       | Neviges (d)   |      | Allemagne | 1955-1968   |
|       | Noyon,        |      | France    | depuis 1992 |
|       | Saint-Lunaire |      | France    | 1968-1990   |

Hexham, Noyon et Metzingen constituent un cas de jumelage tripartite.

## Personnalités liées à Hexham
- Peter Doherty, musicien (The Libertines, Babyshambles)
- Kevin Whately, comédien, interprète de l'Inspecteur Lewis dans la série télévisée Inspecteur Morse
- William Peel, administrateur de la colonie britannique de Hong Kong
- James Robb (Officier de la R.A.F.), commandeur de la R.A.F. durant la Seconde Guerre mondiale.
- Matthew Wells, champion olympique d'aviron
- Fraser Forster, footballeur (Celtic, Newcastle United)
- Mark Elder, chef d'orchestre britannique
- John Noble Lennox Morrison, agent de renseignement britannique
- Robson Green, acteur célèbre pour La Fureur dans le Sang et Grantchester, présentateur des séries Pêche extrême avec Robson Green et Tales From Northumberland.
- Jonathan Martin, pyromane de la cathédrale d'York

## Littérature
La nouvelle Les Rats dans les murs, de H. P. Lovecraft, a pour cadre Hexham (Exham, dans la nouvelle).